# Emerson Fittipaldi
Emerson Fittipaldi (São Paulo, 12 de diciembre de 1946) es un expiloto de automovilismo brasileño. Conocido con el sobrenombre de Emmo, fue piloto de Fórmula 1 en la década de 1970, logrando 14 victorias, 35 podios, seis poles, y misma cantidad de vueltas rápidas, sumado a dos campeonatos del mundo en 1972 y 1974, y dos subcampeonatos en 1973 y 1975.
En las décadas de 1980 y 1990, Fittipaldi disputó la serie CART, donde cosechó 22 victorias, 65 podios, el título en 1989 y dos subcampeonatos en 1993 y 1994. Dentro de sus triunfos se destacan dos en las 500 Millas de Indianápolis de 1989 y 1993, a lo que se suma un segundo puesto en 1988 y un tercero en 1990.

## Carrera
En su juventud, Emerson competía en motocicletas y lanchas, para luego decantarse por las carreras de monoplazas. En 1967 fue campeón de la Fórmula Vee, y en 1969 se mudó a Europa para ganar la Fórmula 3 Británica. En 1970 ascendió a la Fórmula 2, resultando tercero en el campeonato con cuatro podios.

### Fórmula 1

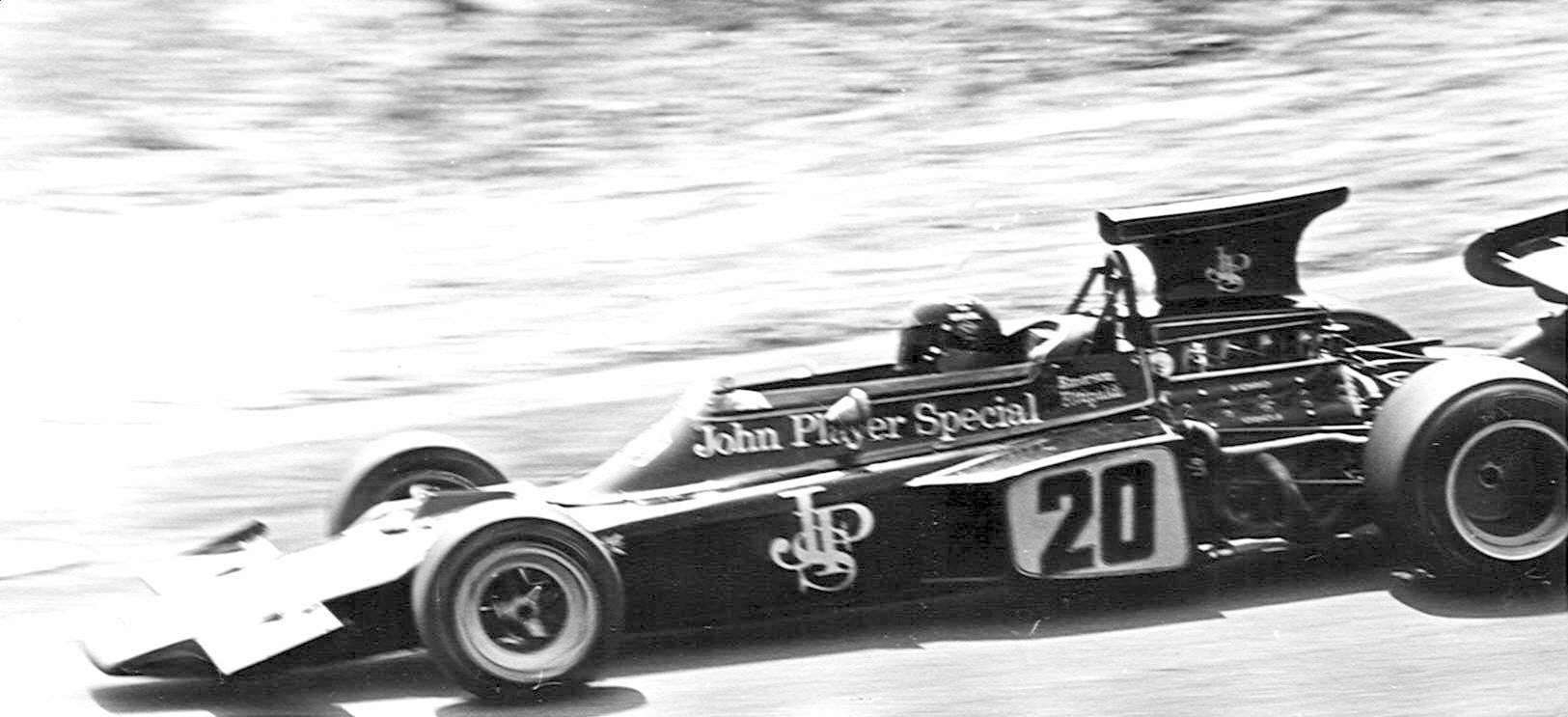
Fittipaldi pilotando el Lotus 72 en el GP de Austria de 1973

Fittipaldi debutó en la Fórmula 1 en la temporada 1970 con Lotus, logrando un cuarto puesto en Alemania y la victoria en Estados Unidos.
En su primera temporada completa, en 1971, terminó sexto del campeonato con tres podios. En 1972 ganó cinco carreras y el campeonato del mundo con 16 puntos de ventaja sobre Jackie Stewart. Desde entonces y durante treinta y tres años mantuvo el lugar de haber sido el piloto más joven en lograr el campeonato, hasta ser desplazado en 2005 por el español Fernando Alonso, que a su vez sería desplazado por Lewis Hamilton en 2008 y este por Sebastian Vettel en 2010.
El brasileño fue subcampeón de la Fórmula 1 en 1973, acumulando tres victorias y ocho podios, siendo superado por Jackie Stewart con sus cinco victorias. Para la temporada 1974, el piloto abandonó Lotus para fichar por el equipo McLaren. Consiguió su segundo campeonato, acumulando tres victorias y siete podios.
Durante la temporada de F1 de 1974, Emerson Fittipaldi y su hermano Wilson acordaron formar un equipo de F1 enteramente brasileño. Su único patrocinador oficial fue Copersucar, una compañía estatal refinadora de azúcar y alcohol la cual daría nombre incluso al coche (a pesar de que el equipo era denominado oficialmente Fittipaldi Automotive). Apoyados incluso por la estatal brasileña de aviación Embraer, para labores de túnel de viento y componentes especiales, fueron acusados en la prensa de uso indebido de fondos públicos para un equipo de Fórmula 1.
El piloto sería Wilson Fittipaldi durante la temporada 1975, actuando Emerson como “consultor” del equipo en su primera fase, sin dejar de pilotar para McLaren, con el que fue subcampeón con dos victorias y cuatro segundos puestos. Más tarde colaboraron como pilotos Ingo Hoffman, Arturo Merzario, y el mismo Emerson Fittipaldi desde de la temporada 1976 hasta su retiro como piloto de Fórmula 1 al concluir 1980.

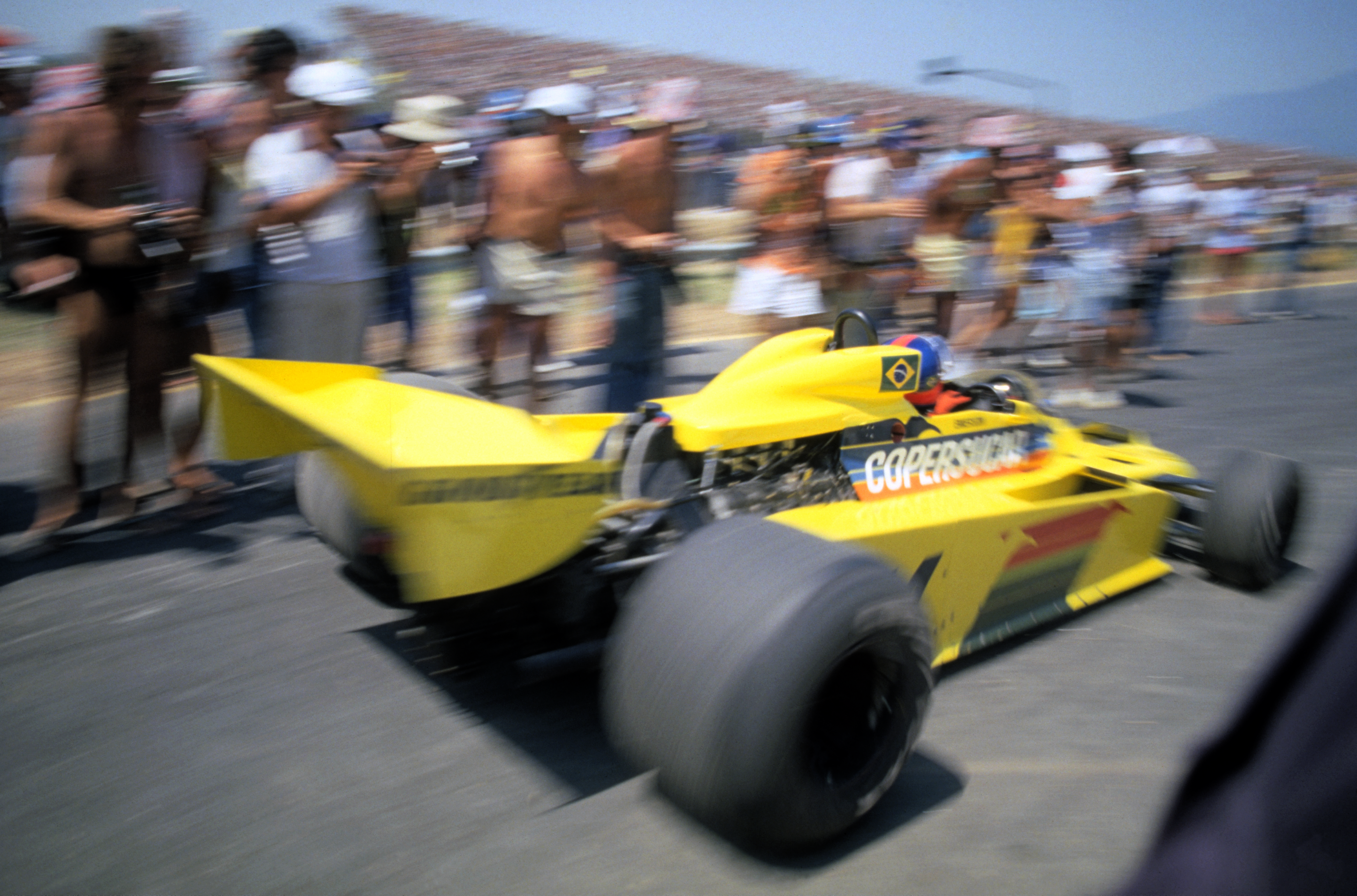
Fittipaldi Copersucar, Jacarepagua, segundo en el Gran Premio de Brasil 1978

El Copersucar fue medianamente exitoso en sus últimas fases durante el año 1978, llegando incluso a ser segundo en el Gran Premio de Brasil.
 Pero en pleno reinado del efecto suelo, el equipo no pudo mantenerse al corriente de la tecnología y pasó las próximas temporadas sin pena ni gloria hasta su cierre definitivo en 1982.

### CART

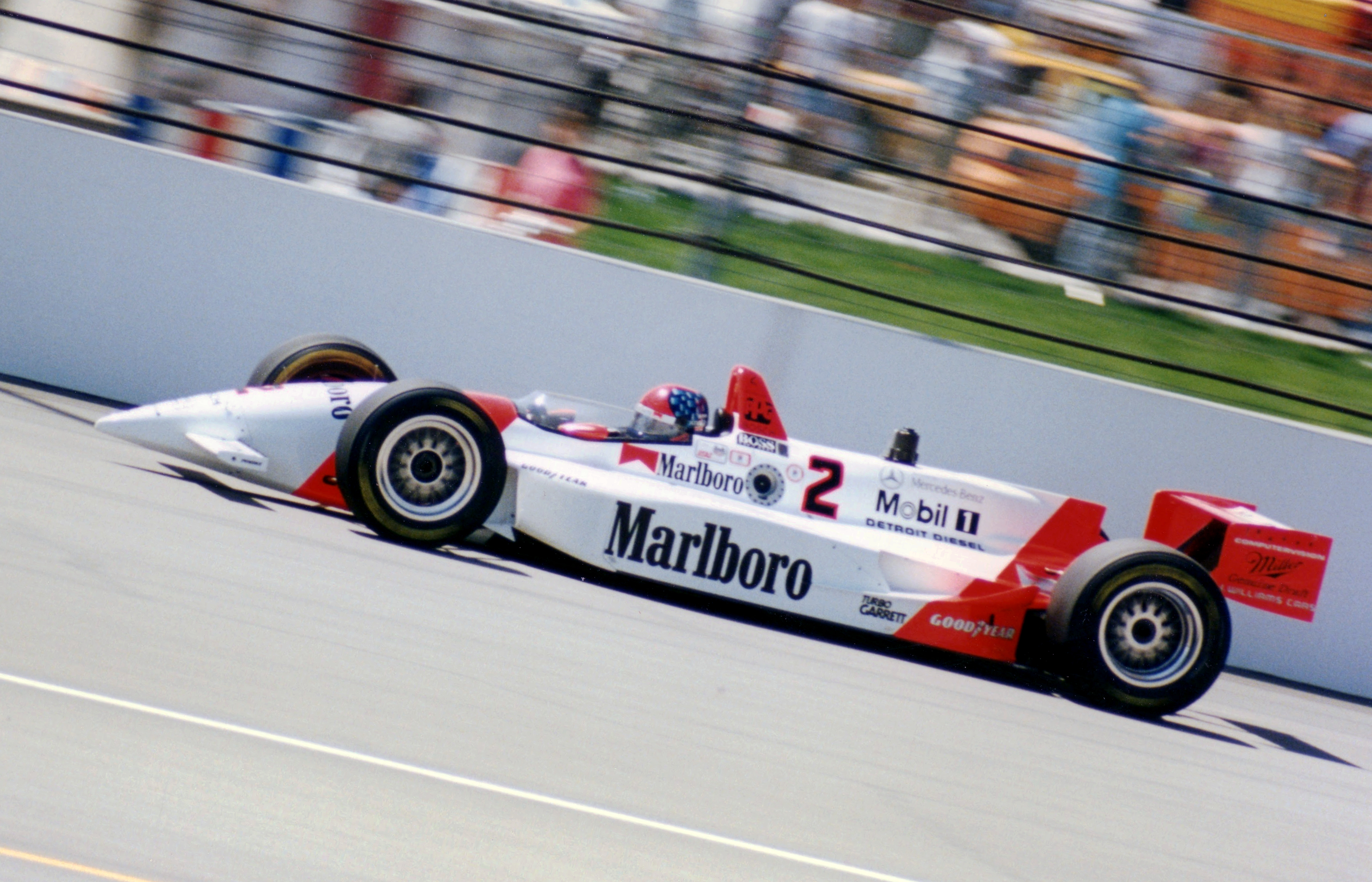
Fittipaldi ganando en la Indy 500 de 1992

En 1984, Fittipaldi comenzó a competir como piloto en la serie CART. Luego de probar en varios equipos, fue contratado por Patrick de manera permanente ese mismo año. En 1985 ganó su primera carrera y quedó sexto en el campeonato. Luego fue séptimo, décimo y séptimo las tres temporadas siguientes, ganando al menos una carrera en cada una de ellas. Fittipaldi se coronó campeón en 1989 con victorias en cinco carreras, entre ellas las 500 Millas de Indianápolis.
Penske fichó a Fittipaldi para la temporada 1990. La concluyó en quinta colocación con una victoria, y lo mismo ocurrió al año siguiente. En 1992 fue cuarto con cuatro victorias más el triunfo en el Desafío Marlboro de la CART. Fittipaldi ganó por segunda vez las 500 millas de Indianápolis en 1993, celebrando bebiendo un vaso de jugo de naranja en vez de la tradicional leche de vaca. Con dos triunfos más, ese año resultó subcampeón por detrás de Nigel Mansell. También fue segundo en el campeonato 1994, pero derrotado por Al Unser Jr. y con una victoria, 4 segundos lugares y 5 terceros en 16 carreras. En 1995, ganó una carrera de la CART por 22.ª y última vez, resultando 11.º en el campeonato. La última temporada como piloto de la CART terminó tempranamente al lesionarse en un choque durante la carrera en Míchigan. Sin poder disputar las últimas cuatro fechas, Fittipaldi se retiró con un 19.º puesto en el campeonato 1996 a los 49 años de edad.

## Política
Emerson postuló al senado Italiano en las elecciones generales de 2022, por el partido de derecha Hermanos de Italia. Emmo consiguió 37.373 votos, lo que le dejó en segunda posición y relegándolo del único escaño en juego.

## Vida personal
Emerson es hijo de Wilson Fittipaldi Sr, periodista de automovilismo, su madre Józefa «Juzy» Wojciechowska, inmigrante rusa-polaca nacida en Kiev, Ucrania. Su hermano mayor Wilson, su sobrino Christian y sus nietos Pietro y Enzo también se han dedicado al deporte motor.
Estuvo casado con María Helena entre 1970 y 1982, con quien tuvo tres hijos. A mediados de los 80 se casó con Teresa y tuvo dos hijos. En 2012 contrajo matrimonio por tercera vez, con Rossana Fanucchi, con quien ha tenido dos hijos, Emerson Jr. (nacido en 2007) y Vittoria (nacida en 2012). Emerson también es piloto y es miembro del Equipo Júnior de Sauber.
En honor a él, en el 2017, se inauguró el Autódromo Emerson Fittipaldi en Yucatán, México.
En España, su apellido se convirtió desde la década de 1970, coincidente con el auge popular del automóvil, en sinónimo de conductor veloz, a veces algo temerario.

## Resultados

### Fórmula 1
(Clave) (negrita indica pole position) (cursiva indica vuelta rápida)

| Año     | Escudería              | 1       | 2       | 3       | 4       | 5       | 6       | 7       | 8       | 9       | 10      | 11      | 12      | 13      | 14      | 15     | 16      | 17  | Pos. | Puntos |
| ------- | ---------------------- | ------- | ------- | ------- | ------- | ------- | ------- | ------- | ------- | ------- | ------- | ------- | ------- | ------- | ------- | ------ | ------- | --- | ---- | ------ |
| 1970    | Gold Leaf Team Lotus   | RSA     | ESP     | MON     | BEL     | NED     | FRA     | GBR 8   | GER 4   | AUT 15  | ITA DNS | CAN     | USA 1   | MEX Ret |         |        |         |     | 10.º | 12     |
| 1971    | Gold Leaf Team Lotus   | RSA Ret | ESP Ret | MON 5   | NED     | FRA 3   | GBR 3   | GER Ret | AUT 2   |         | CAN 7   | USA     |         |         |         |        |         |     | 6.º  | 16     |
| 1971    | World Wide Racing      |         |         |         |         |         |         |         |         | ITA 8   |         |         |         |         |         |        |         |     | 6.º  | 16     |
| 1972    | John Player Team Lotus | ARG Ret | RSA 2   | ESP 1   | MON 3   | BEL 1   | FRA 2   | GBR 1   | GER Ret | AUT 1   |         | CAN 11  | USA Ret |         |         |        |         |     | 1.º  | 61     |
| 1972    | World Wide Racing      |         |         |         |         |         |         |         |         |         | ITA 1   |         |         |         |         |        |         |     | 1.º  | 61     |
| 1973    | John Player Team Lotus | ARG 1   | BRA 1   | RSA 3   | ESP 1   | BEL 3   | MON 2   | SWE 12  | FRA Ret | GBR Ret | NED Ret | GER 6   | AUT Ret | ITA 2   | CAN 2   | USA 6  |         |     | 2.º  | 55     |
| 1974    | Marlboro Team Texaco   | ARG 10  | BRA 1   | RSA 7   | ESP 3   | BEL 1   | MON 5   | SWE 4   | NED 3   | FRA Ret | GBR 2   | GER Ret | AUT Ret | ITA 2   | CAN 1   | USA 4  |         |     | 1.º  | 55     |
| 1975    | Marlboro Team McLaren  | ARG 1   | BRA 2   | RSA Ret | ESP DNS | MON 2   | BEL 7   | SWE 8   | NED Ret | FRA 4   | GBR 1   | GER Ret | AUT 9   | ITA 2   | USA 2   |        |         |     | 2.º  | 45     |
| 1976    | Copersucar-Fittipaldi  | BRA 13  | RSA 17  | USW 6   | ESP Ret | BEL DNQ | MON 6   | SWE Ret | FRA Ret | GBR 6   | GER 13  | AUT     | NED Ret | ITA 15  | CAN Ret | USA 9  | JPN Ret |     | 17.º | 3      |
| 1977    | Copersucar-Fittipaldi  | ARG 4   | BRA 4   | RSA 10  | USW 5   | ESP 14  | MON Ret | BEL Ret | SWE 18  | FRA 11  | GBR Ret | GER DNQ | AUT 11  | NED 4   | ITA DNQ | USA 13 | CAN Ret | JPN | 12.º | 11     |
| 1978    | Fittipaldi Automotive  | ARG 9   | BRA 2   | RSA Ret | USW 8   | MON 9   | BEL Ret | ESP Ret | SWE 6   | FRA Ret | GBR Ret | GER 4   | AUT 4   | NED 5   | ITA 8   | USA 5  | CAN Ret |     | 10.º | 17     |
| 1979    | Fittipaldi Automotive  | ARG 6   | BRA 11  | RSA 13  | USW Ret | ESP 11  | BEL 9   | MON Ret | FRA Ret | GBR Ret | GER Ret | AUT Ret | NED Ret | ITA 8   | CAN 8   | USA 7  |         |     | 21.º | 1      |
| 1980    | Skol Fittipaldi Team   | ARG Ret | BRA 15  | RSA 8   | USW 3   | BEL Ret | MON 6   | FRA Ret | GBR 12  | GER Ret | AUT 11  | NED Ret | ITA Ret | CAN Ret | USA Ret |        |         |     | 15.º | 5      |
| Fuente: |                        |         |         |         |         |         |         |         |         |         |         |         |         |         |         |        |         |     |      |        |

### Campeonato Mundial de Resistencia de la FIA
(Clave) (negrita indica pole position) (cursiva indica vuelta rápida)

| Año  | Escudería | Clase    | Automóvil              | 1   | 2   | 3   | 4   | 5   | 6   | 7   | 8   | Pos. | Puntos | Ref.   |
| ---- | --------- | -------- | ---------------------- | --- | --- | --- | --- | --- | --- | --- | --- | ---- | ------ | ------ |
| 2014 | AF Corse  | LMGTE Am | Ferrari 458 Italia GT2 | SIL | SPA | LMS | COA | FUJ | SHA | BHR | SÃO | 23.º | 8      | [ 13 ] |
| 2014 | AF Corse  | LMGTE Am | Ferrari 458 Italia GT2 |     |     |     | 6   |     |     |     |     | 23.º | 8      | [ 13 ] |

| Predecesor: Jackie Stewart | Campeón de Fórmula 1 1972 | Sucesor: Jackie Stewart |
| Predecesor: Jackie Stewart | Campeón de Fórmula 1 1974 | Sucesor: Niki Lauda     |